# Le Renard (bande dessinée)
Pour les articles homonymes, voir Le Renard.
Le Renard est un personnage créé par Olivier Jaquet aka Olive et Ivan en 2008, le héros, d'une bande dessinée publiée par les éditions La Puce dont les intrigues se déroulent dans un futur proche. Le Renard, un cambrioleur masqué, se livre au trafic de disque ; un marché devenu clandestin.

## Titres parus
Une première version « collector » du Renard est sortie en 2008, tirée à 150 exemplaires et numérotée.
La seconde version contient 39 pages supplémentaires et est accompagnée d'une compilation de 18 groupes punk et électro-industriel :
- Les Vaches Laitières
- Les NRV
- Ghetto Blaster
- Bernardo’s Project
- Maniako Bwataritme
- Fade
- Faute de Frappe
- Fiction Réelle
- Miss Helium
- Ward Hill
- Crash
- Bak XIII
- Alkol’oï
- Antica
- Wäks
- Mother’s Monsters
- Such A Disaster
- Raoul Doublevé de Bonneville

La suite des aventures du Renard sortent en prépublication sous forme de fanzine depuis le 7 mai 2011.

### Le Renardpar Olive et Ivan
| N° | Titre                             | Date de parution | ISBN                                 |
| N° | Titre                             | La Puce          | ISBN                                 |
| -- | --------------------------------- | ---------------- | ------------------------------------ |
| 1. | Le Renard (collector)             | 2008             | -                                    |
| 2. | Le Renard                         | 2009             | (ISBN 978-2-8399-0561-9) (book + cd) |
| 3. | Le Renard 2: mélodies en Sous-Sol | 2014             | (ISBN 978-2-8399-1424-6)             |